# David McLean
Pour les articles homonymes, voir David McLean (homonymie) et McLean.
David Prophet McLean, né le 13 décembre 1890 à Forfar (Écosse), et mort le 21 décembre 1967 dans la même ville, est un joueur de football international écossais qui évolua en tant qu'attaquant.

## Biographie

### Joueur
Durant sa carrière, McLean joue pour de nombreux clubs écossais et anglais, comme Sheffield Wednesday, le Celtic, les Rangers, Dundee ou encore Forfar Athletic.

### International
Il joue également une fois avec l'équipe d'Écosse, lors du British Home Championship 1912, dans un match contre l'équipe d'Angleterre.

### Entraîneur
Après sa retraite, il devient pour un temps entraîneur et s'occupe en premier lieu de Bristol Rovers de 1929 à 1930, puis en Écosse au East Fife entre 1931 et 1941.
McLean meurt en 1967, à l'âge de 77 ans.

## Palmarès
Celtic FC
- Champion du Championnat d'Écosse de football (2) :
  - 1908 & 1909.
- Vainqueur de la Scottish Cup (1) :
  - 1908.

The Wednesday FC
- Meilleur buteur du Championnat d'Angleterre de football (2) :
  - 1912: 25 buts et 1913: 30 buts.

Rangers FC
- Vice-champion du Championnat d'Écosse de football (1) :
  - 1919.
- Meilleur buteur du Championnat d'Écosse de football (1) :
  - 1919: 29 buts.

Dundee FC
- Finaliste de la Scottish Cup (1) :
  - 1925.